# 耗散粒子动力学
耗散粒子动力学（Dissipative particle dynamics，DPD）是一种粗粒化的分子模拟算法，用于模拟复杂流体的行为。DPD方法首先由Hoogerbrugge和Koelman于1992年提出，用于解决格状自动机方法与实际的差异和分子动力学（MD）所无法解决的介观的时间与空间尺度上的流体问题。之后被Espanol改写，使其符合热平衡状态的条件。此后，一些列扩展的和经过优化的的DPD算法被提出。
DPD是一种非格子模型的方法，模拟粒子在连续的空间和间断的时间中运动。DPD方法中单个粒子代表整个分子或包含多个分子，或高分子的一个片段的流体区域，而不是单个原子，并且不考虑原子的行为细节，认为其与过程无关。粒子自身的自由度被整合，粒子间的受力由一对保守力、耗散力与随机力表示，并以此保证动量守恒与正确的流体动力学行为。这些近似的结果使得DPD方法能模拟更大空间和时间尺度的系统。与全原子模拟相比，DPD方法虽然不能提供原子尺度的描述，但其因为把数个溶剂分子“捆绑”成一个DPD粒子的处理，使得粒子间有有效的摩擦相互作用和涨落，反而能得到较为准确的流体动力学性质。
DPD方法与传统的MD模拟方法相比，主要优势在于可实现更大时间与空间尺度的模拟计算。100 nm尺寸的聚合物流体在几十微秒时间尺度的模拟现已普遍使用。

## 方程
DPD将两个不成键粒子i与j之间的作用力分为三种，分别是保守力（{\displaystyle F_{ij}^{C}}），耗散力（{\displaystyle F_{ij}^{D}}）和随机力（{\displaystyle F_{ij}^{R}})：
{\displaystyle f_{i}=\sum _{j\neq i}(F_{ij}^{C}+F_{ij}^{D}+F_{ij}^{R})}
为了减少计算时间，设有截断半径{\displaystyle r_{c}}，仅当两粒子间距离小于截断半径时才计算两者间的作用力。
保守力代表粒子的化学性质，不同种类粒子保守力的作用参数不同，以此区分不同粒子之间的亲疏性。保守力是软排斥作用：
{\displaystyle F_{ij}^{C}=a_{ij}(1-{\frac {r_{ij}}{r_{c}}}){\hat {r}}_{ij}}
其中{\displaystyle a_{ij}}是两种粒子间的相互作用参数，与Flory-Huggins作用参数有关。
耗散力与随机力的值通过涨落-耗散定理相关联，并使其统计值符合系统温度：
{\displaystyle F_{ij}^{D}=-\gamma \omega _{D}^{2}({\hat {r}}_{ij}\cdot {\vec {v}}_{ij}){\hat {r}}_{ij}}
{\displaystyle F_{ij}^{R}=\sigma \omega _{R}\theta _{ij}{\hat {r}}_{ij}}
其中{\displaystyle \gamma }是控制耗散力的摩擦系数，{\displaystyle \sigma }是控制随机力的噪声振幅，两者间满足{\displaystyle \sigma ^{2}=2\gamma k_{B}T}。{\displaystyle \theta _{ij}}是随机波动变化因子，是与积分时间元有关的正态分布函数，期望值为0。{\displaystyle \omega }是依赖于距离的权重函数，耗散力和随机力的权重因子选取是任意的，但两者间应当满足{\displaystyle \omega _{D}=\omega _{R}^{2}}以符合玻尔兹曼统计。最基本的DPD方法中通常选取：
{\displaystyle \omega _{R}={\begin{cases}1-{\frac {r_{ij}}{r_{c}}}&(r_{ij}<{r_{c}})\\0&(r_{ij}\geq {r_{c}})\end{cases}}}
此外，根据实际模型中粒子间的成键，还加入以弹簧振子为模型的键张力，和用于维持一定键角的角张力等。

## 相关模拟程序
一些包含DPD方法的软件和程序包列于此：
- Gromacs-DPD: A modified version of Gromacs including DPD.
- Fluidix （页面存档备份，存于）: The Fluidix simulation suite available from OneZero Software.
- HOOMD-blue （页面存档备份，存于）: Highly Optimized Object-oriented Many-particle Dynamics—Blue Edition
- Materials Studio: Materials Studio - Modeling and simulation for studying chemicals and materials, Accelrys Software Inc.
- CULGI （页面存档备份，存于）: The Chemistry Unified Language Interface, Culgi B.V., The Netherlands
- DL_MESO （页面存档备份，存于）: Open-source mesoscale simulation software.
- GPIUTMD （页面存档备份，存于）: Graphical processors for Many-Particle Dynamics
- LAMMPS （页面存档备份，存于）
- LAMMPS interface in the MAPS suite of Scienomics
- ESPResSo （页面存档备份，存于）
- DPDmacs （页面存档备份，存于）